# Słaboszewko
Słaboszewko – kolonia w Polsce, położona w województwie kujawsko-pomorskim, w powiecie mogileńskim, w gminie Dąbrowa na obszarze Pałuk przy drodze wojewódzkiej nr 254.
Do wybuchu II wojny światowej właścicielem majątku (425 ha) w Słaboszewku był Kazimierz Zdziechowski. Literat (w Słaboszewku napisał powieść „Podzwonne” wydaną w 1933 r.), posiadający liczne kontakty z polskimi twórcami np. z Elizą Orzeszkową. Zamordowany w 1942 roku, w obozie w Auschwitz wraz z zięciem Władysławem Krasickim oraz przyjacielem domu, znanym antropologiem dr Stanisławem Żejmo-Żejmisem. W Słaboszewku bywali Witold Gombrowicz, Witold Małcużyński (szkolny kolega Pawła Zdziechowskiego), Antoni Uniechowski (popularny ilustrator książek), Bolesław Miciński, Jerzy Andrzejewski, prof. Marian Zdziechowski – historyk, brat gospodarza zaprzyjaźniony z Lwem Tołstojem.
Kazimierz Zdziechowski był mężem Amelii Lebowskiej i ojcem Jana (1911), Pawła (1914) i Marii (1915).
We wsi urodził się Franciszek Zieliński (1893–1927), chorąży Wojska Polskiego, kawaler Orderu Virtuti Militari.
W latach 1975–1998 miejscowość administracyjnie należała do województwa bydgoskiego.

## Zabytki
Według rejestru zabytków NID na listę zabytków wpisany jest zespół dworski z poł. XIX w., nr rej.: A/1662/1-3 z 15.07.2014:
- dwór
- park
- brama wjazdowa.